# Cabdill de capell vermell
El cabdill de capell vermell (Poecilotriccus ruficeps) és un ocell de la família dels tirànids (Tyrannidae).

## Hàbitat i distribució
Habita la selva pluvial dels Andes de Colòmbia, sud-oest de Veneçuela, Equador i l'extrem nord del Perú.